# Hypochnella
Hypochnella är ett släkte av svampar. Enligt Catalogue of Life ingår Hypochnella i familjen Atheliaceae, ordningen Atheliales, klassen Agaricomycetes, divisionen basidiesvampar och riket svampar, men enligt Dyntaxa är tillhörigheten istället familjen Atheliaceae, ordningen Polyporales, klassen Agaricomycetes, divisionen basidiesvampar och riket svampar.
|             | Athelia                                |
|             |                                        |
|             | Byssocorticium                         |
|             |                                        |
|             | Piloderma                              |
|             |                                        |
|             | Leptosporomyces                        |
|             |                                        |
|             | Athelopsis                             |
|             |                                        |
|             | Byssoporia                             |
|             |                                        |
|             | Amphinema                              |
|             |                                        |
|             | Taeniospora                            |
|             |                                        |
|             | Fibulomyces                            |
|             |                                        |
|             | Athelocystis                           |
|             |                                        |
|             | Hypochniciellum                        |
|             |                                        |
|             | Lyoathelia                             |
|             |                                        |
|             | Tylospora                              |
|             |                                        |
|             | Digitatispora                          |
|             |                                        |
|             | Mycostigma                             |
|             |                                        |
|             | Melzericium                            |
|             |                                        |
| Hypochnella | \| \| Hypochnella violacea \| \| \| \| |
|             | \| \| Hypochnella violacea \| \| \| \| |
|             | Pteridomyces                           |
|             |                                        |
|             | Butlerelfia                            |
|             |                                        |
|             | Lobulicium                             |
|             |                                        |
|             | Elaphocephala                          |
|             |                                        |
|             | Athelicium                             |
|             |                                        |
|             | Hypochnella violacea                   |
|             |                                        |

|  | Hypochnella violacea |
|  |                      |

## Bildgalleri

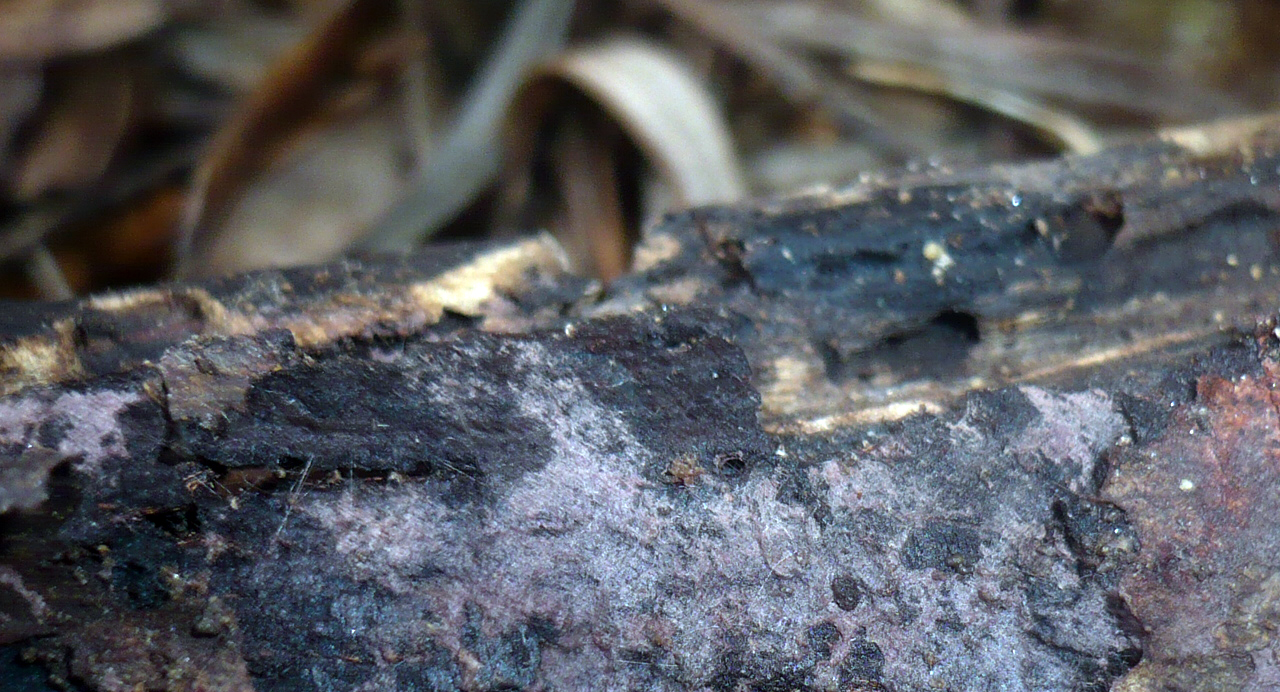